# L'attrice (film 1942)
L'attrice (Актриса) è un film del 1942 diretto da Leonid Zacharovič Trauberg.